# Perilestidae
Famille
Les Perilestidae sont une famille de demoiselles (sous-ordre des zygoptères, ordre des odonates).

## Caractéristiques
Les demoiselles de cette famille ont un corps long et très mince avec des ailes plus courtes que l'abdomen, portées légèrement étalées au repos. 

## Répartition
On retrouve cette famille en Amérique latine.

## Liste des genres
Selon BioLib (14 décembre 2020) :
- genre Nubiolestes Fraser, 1945
- genre Perilestes Hagen in Selys, 1862
- genre Perissolestes Kennedy, 1941